# Atrichornithidae
Atrichornithidae é uma família de aves passeriformes. Esta família é constituida apenas por duas espécies, num único género (Atrichornis). Ambas as espécies são originárias da Austrália e são consideradas raras.

## Espécies
- Atrichornis rufescens
- Atrichornis clamosus